# Nycticebus bengalensis
El loris perezoso de Bengala (Nycticebus bengalensis) es una especie de primate estrepsirrino de la familia Lorisidae, que se encuentra en el subcontinente indio e Indochina.

## Descripción
Es muy parecido al lorí de Sonda, pero la banda marrón obscura que recorre el dorso, sobre la columna vertebral, no se une con ninguna tira a la mancha ocular. Tiene ojos grandes apuntando hacia adelante y oídos pequeños ocultos bajo la piel. Apenas posee un remanente de cola.

## Clasificación
Algunos expertos lo consideran una subespecie del loris de Sonda (Nycticebus coucang), N. coucang bengalensis. Por otra parte, una subespecie de características intermedias entre ambas especies, es clasifica por algunos como Nycticebus bengalensis tenasserimensis y por otros como Nycticebus coucang tenasserimensis.

## Amenaza
Una medicina tradicional japonesa se extrae del loris lento de Bengala y por producirla se ha desatado un comercio que puede poner en peligro de extinción a la especie, por lo que algunos países han prohibido comerciar con ejemplares o con productos extraídos de este lorí.